# Prescott (Iowa)
Prescott és una població dels Estats Units a l'estat d'Iowa. Segons el cens del 2000 tenia 266 habitants.

## Demografia
Segons el cens del 2000, Prescott tenia 266 habitants, 118 habitatges, i 78 famílies. La densitat de població era de 256,8 habitants/km².
Dels 118 habitatges en un 23,7% hi vivien nens de menys de 18 anys, en un 58,5% hi vivien parelles casades, en un 7,6% dones solteres, i en un 33,1% no eren unitats familiars. En el 31,4% dels habitatges hi vivien persones soles el 21,2% de les quals corresponia a persones de 65 anys o més que vivien soles. El nombre mitjà de persones vivint en cada habitatge era de 2,25 i el nombre mitjà de persones que vivien en cada família era de 2,8.
Per edats la població es repartia de la següent manera: un 21,1% tenia menys de 18 anys, un 7,5% entre 18 i 24, un 20,3% entre 25 i 44, un 31,6% de 45 a 60 i un 19,5% 65 anys o més.
L'edat mediana era de 46 anys. Per cada 100 dones de 18 o més anys hi havia 84,2 homes.
La renda mediana per habitatge era de 28.500 $ i la renda mediana per família de 38.542 $. Els homes tenien una renda mediana de 21.250 $ mentre que les dones 14.063 $. La renda per capita de la població era d'11.714 $. Entorn del 5,8% de les famílies i el 7,8% de la població estaven per davall del llindar de pobresa.

## Poblacions més properes
El següent diagrama mostra les poblacions més properes.